# Itajai
Itajaí er en kommune i den sydlige delstat Santa Catarina, i Brasilien. Itajaí er beliggende på den nordlige ende af den centrale atlanterhavskyst i Santa Catarina. Byen har det næststørste BNP og den næsthøjeste indkomst pr. indbygger i delstaten.
Blandt indbyggerne kaldes kommunen itajaiense.